# Hotton
Hotton (in vallone Hoton) è un comune belga di 5 043 abitanti, situato nella provincia vallona del Lussemburgo.